# Ioan cel Neînfricat
Ioan cel Neînfricat (în franceză Jean sans Peur, în neerlandeză Jan zonder Vrees; n. 28 mai 1371, Dijon, Franța – d. 10 septembrie 1419, Montereau-faut-Yonne, Île-de-France, Franța) a fost ducele Burgundiei din 1404 până în 1419. A fost regent pentru vărul său primar, regele Carol al VI-lea al Franței, și membru al dinastiei Valois.
Pe 25 septembrie 1396 a luptat în bătălia de la Nicopole, unde și-a câștigat supranumele.

## În film
Rolul său în filmul propagandistic Mircea din 1989 a fost interpretat de actorul Ștefan Velniciuc. În filmul respectiv este numit Jean de Nevers, acesta fiind titlul pe care îl avea la vremea respectivă („conte de Nevers”).